# Brüscha
Die Brüscha (rätoromanisch im Idiom Puter (brüscher „sengen“, was sich wiederum vom Italienischen bruciare „brennen“ ableitet)) ist ein Talwind im Oberengadin in der Schweiz. Wie die meisten Bergwinde ist die Brüscha sonnenabhängig und weht talaufwärts, da in der Höhe die Berge längere Sonnenbestrahlung haben als die Täler. Weil das Oberengadin ein breites Tal ist, ist der Effekt nicht stark. Mit dem Malojawind erfährt die Brüscha einen starken Gegenwind.